# 達拉爾·馬爾瓦·阿舒爾
達拉爾·馬爾瓦·阿舒爾（1994年11月3日—）是一名阿爾及利亞排球運動員，曾代表國家參加2012年倫敦奧運的女子排球比賽，並未獲得獎牌。